# 苌庄镇
苌庄镇，是中华人民共和国河南省禹州市下辖的一个乡镇级行政单位。第七批全国重点文物保护单位后汉皇陵位于该镇。

## 行政区划
苌庄镇下辖以下地区：
苌庄村、葡萄寺村、杨圪垯村、磨河村、南苌庄村、柏村、缸瓷窑村、党沟村、长尺路村、玩南村、玩北村、铁山村、毛栗沟村、锁石沟村、杜沟村、五坪村、石庙村、莱沟村、函岭村、西陈村、九里山村、棠梨山村、观岩村、于王沟村、梨园沟村、郭楼村、石板河村、上王庄村、桑庄村、孙河村和尚秦村。

## 撤乡建镇
2018年3月18日上午，苌庄乡举行“撤乡建镇”揭牌仪式暨“锦绣苌庄”邮票首发仪式，禹州市苌庄镇党委书记崔劳资、镇长王辉分别发表热情洋溢的致辞，禹州市民政局副局长李德宣读了《禹州市人民政府办公室关于长庄乡撤乡建镇的通知》。禹州市民政局局长师德鸿、副局长李德，与苌庄镇党委书记崔劳资、镇长王辉共同为苌庄乡“撤乡建镇”揭牌。